# Liste der Gebäude im Fränkischen Freilandmuseum Bad Windsheim
Die folgende Liste der Gebäude im Fränkischen Freilandmuseum Bad Windsheim beschreibt die Bauwerke in den einzelnen Ausstellungsbereichen – Baugruppen genannt. Die Aufzählung richtet sich nach der offiziellen Nummerierung der Bauwerke. Falls ein Gebäude unter Denkmalschutz steht, ist die Aktennummer des Bayerischen Landesamts für Denkmalpflege angegeben.

## Hauptgelände

### Eingangsbereich
Im Eingangsbereich befinden sich Bauwerke, die auch öffentlich außerhalb des Museumsbetriebs genutzt werden. Die Besichtigungsmöglichkeiten in diesen Gebäuden sind eingeschränkt.

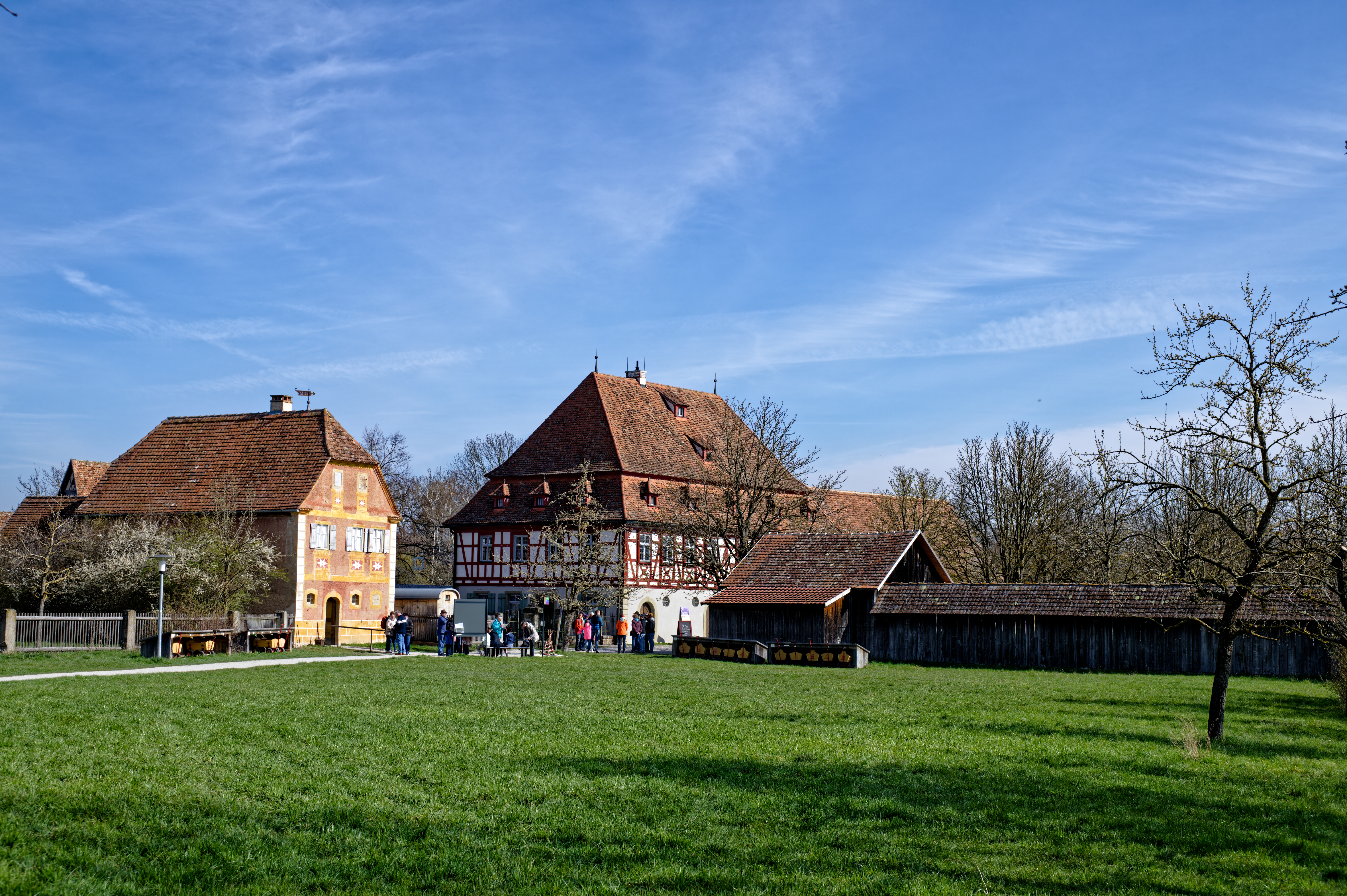
Eingangsbereich von Süden

#### Korbhaus aus Knittelsbach
| Nummer                           | Bezeichnung               | Beschreibung | Aktennummer | Bild           |
| -------------------------------- | ------------------------- | --- | ----------- | -------------- |
| 1 (49° 29′ 54″ N, 10° 25′ 11″ O) | Korbhaus aus Knittelsbach | Das Gebäude wurde laut Inschrift ursprünglich 1821 erbaut. Der Abbau in Knittelsbach erfolgte von Februar bis Juni 2005. Zwischen Juni 2005 bis Juli 2006 fand der Wiederaufbau statt. „Korbhaus“ ist eine regionale Bezeichnung für ein Austragshaus. Bei dem Gebäude handelt es sich um einen zweigeschossigen Bruchsteinbau mit Halbwalmdach. Das Haus besitzt für seinen Zweck eine außergewöhnlich reiche Putzgliederung mit farbiger Fassung. Im Erdgeschoss befand sich ehemals der Stall, im Obergeschoss die Wohnräume. Im Museum dient das Untergeschoss als Kasse und Buchladen. Der ursprünglich vorhandene Keller wurde nicht ins Museum übernommen. |             | weitere Bilder |

#### Gasthof von der Frankenhöhe
| Nummer                           | Bezeichnung                                     | Beschreibung | Aktennummer    | Bild           |
| -------------------------------- | ----------------------------------------------- | --- | -------------- | -------------- |
| 2 (49° 29′ 54″ N, 10° 25′ 12″ O) | Gasthaus zur Krone aus Oberampfrach             | Das Gebäude wurde laut Urkunde und nach einer dendrochronologischen Datierung ursprünglich 1704/05 erbaut. Der Abbau des Hauses Nr. 21/22 in Oberampfrach erfolgte im Juli und August 1977. Zwischen April 1979 und Mai 1980 fand der Wiederaufbau statt. Die West- und Nordseite stammt von Umbau 1885. Das Gebäude verfügt über zwei Geschosse. Das Erdgeschoss ist in Massivbauweise ausgeführt. Das Obergeschoss ist aus reichem Fachwerk aus Eichen-, Fichten- und Tannenholz gestaltet. Das Vollwalmdach verfügt über 16 Dachgauben. |                | weitere Bilder |
| 3 (49° 29′ 55″ N, 10° 25′ 13″ O) | Scheune zum Gasthaus zur Krone aus Oberampfrach | Das Gebäude wurde laut Bauantrag ursprünglich 1885 errichtet. Der Abbau in Oberampfrach erfolgte im Juni 1980. Zwischen Juli und September 1980 fand der Wiederaufbau statt. Bei der Scheune handelt es sich um einen Satteldachbau aus engem Fachwerk. | D-5-75-112-234 | weitere Bilder |
| 4 (49° 29′ 53″ N, 10° 25′ 12″ O) | Kegelbahn aus Bad Windsheim                     | Das Gebäude wurde nach einer dendrochronologischen Datierung ursprünglich 1854 errichtet. Der Abbau am Bauhofwall in Bad Windsheim erfolgte im Januar 1984. Zwischen Februar und April 1984 fand der Wiederaufbau statt. Es handelt sich um eine einfache Holzkonstruktion. Naben der Kegelbahn selbst ist auch ein Anbau für die Kegelbuben vorhanden. |                | weitere Bilder |

#### Stall und Lager aus Bad Windsheim
| Nummer                           | Bezeichnung                       | Beschreibung | Aktennummer   | Bild           |
| -------------------------------- | --------------------------------- | --- | ------------- | -------------- |
| 5 (49° 29′ 55″ N, 10° 25′ 11″ O) | Stall und Lager aus Bad Windsheim | Das Gebäude wurde laut Inschrift und einer dendrochronologischen Datierung ursprünglich 1622 errichtet. Der Abbau in der Rothenburger Straße 9 in Bad Windsheim erfolgte im Januar 1982. Zwischen Mai 1983 und Juli 1984 fand der Wiederaufbau statt. Es handelt sich um einen zweigeschossigen Fachwerkbau mit Satteldach und einseitig vorkragendem Obergeschoss. | D-5-75-112-17 | weitere Bilder |

#### Hofanlage Aumühle
Die Hofanlage Aumühle besteht aus der ehemaligen Aumühle und einem Stadel, die im Freilandmuseum zu einer neuen Einheit kombiniert wurden.
| Nummer                          | Bezeichnung              | Beschreibung | Aktennummer | Bild           |
| ------------------------------- | ------------------------ | --- | ----------- | -------------- |
| 6 (49° 29′ 52″ N, 10° 25′ 9″ O) | Stadel aus Betzmannsdorf | Das Gebäude wurde nach einer dendrochronologischen Datierung ursprünglich 1712 errichtet. Der Abbau in Betzmannsdorf erfolgte von Oktober bis November 1988. Zwischen 1997 und 1999 fand der Wiederaufbau statt. Es handelt sich um einen stattlichen, vierschiffigen und vierzonigen Fachwerkbau aus Nadelhölzern mit einer Ausfachung aus Bruchstein. |             | weitere Bilder |
| 7 (49° 29′ 51″ N, 10° 25′ 8″ O) | Aumühle aus Eyb          | Das Gebäude wurde laut einer dendrochronologischen Datierung ursprünglich 1599 errichtet und 1679, 1697 und 1701 erweitert umgebaut. Der Abbau in Eyb erfolgte von Mai bis Juli 1987. Zwischen Juli 1988 und September 1990 fand der Wiederaufbau statt. Es handelt sich um einen zweigeschossigen Massivbau aus Bruchsteinen mit profilierten Sandsteinrahmungen der Fenster und Türen. Der östliche Giebel ist in Fachwerk ausgeführt. Das Gebäude beherbergt heute die Museumsleitung und kann nicht besichtigt werden. |             | weitere Bilder |

#### Weitere Bauwerke (Auswahl)
| Nummer                               | Bezeichnung                              | Beschreibung | Aktennummer    | Bild           |
| ------------------------------------ | ---------------------------------------- | --- | -------------- | -------------- |
| keine (49° 29′ 54″ N, 10° 25′ 14″ O) | Doppelbogenbrücke aus Unteraltenbernheim | Die Brücke aus Unteraltenbernheim ist zweibogig, in Sandstein ausgeführt und ursprünglich um 1800 erbaut worden. Am ursprünglichen Standort über die Zenn war die Brücke der Verkehrsbelastung nicht mehr gewachsen. Sie wurde 1981 abgetragen und aus denselben Steinen im Museum wieder aufgebaut. | D-5-75-112-235 | weitere Bilder |
| keine (49° 29′ 54″ N, 10° 25′ 15″ O) | Steinkreuz aus Unteraltenbernheim        | Das Steinkreuz wurde beim Abtragen der Brücke aus Unteraltenbernheim im Flussbett der Zenn gefunden. Über die Geschichte oder den ursprünglichen Standort ist nichts bekannt, es stand aber vermutlich in der Nähe des Zenn-Übergangs. Diese Nähe wird auch am heutigen Standort dargestellt.        |                | weitere Bilder |

### Baugruppe West: Mainfranken-Frankenhöhe
Die Baugruppe Mainfranken-Frankenhöhe ist die größte des Museums und bildet ein kleines Dorf. Die Gebäude stammen aus einem großen Einzugsgebiet, das vom Landkreis Aschaffenburg im Westen, bis in den Landkreis Bamberg im Osten reicht. Im Süden reicht das Einzugsgebiet bis in den Dinkelsbühler Raum. Zur Baugruppe gehören die Gebäude Nr. 8 bis 54, sowie drei Bildstöcke.

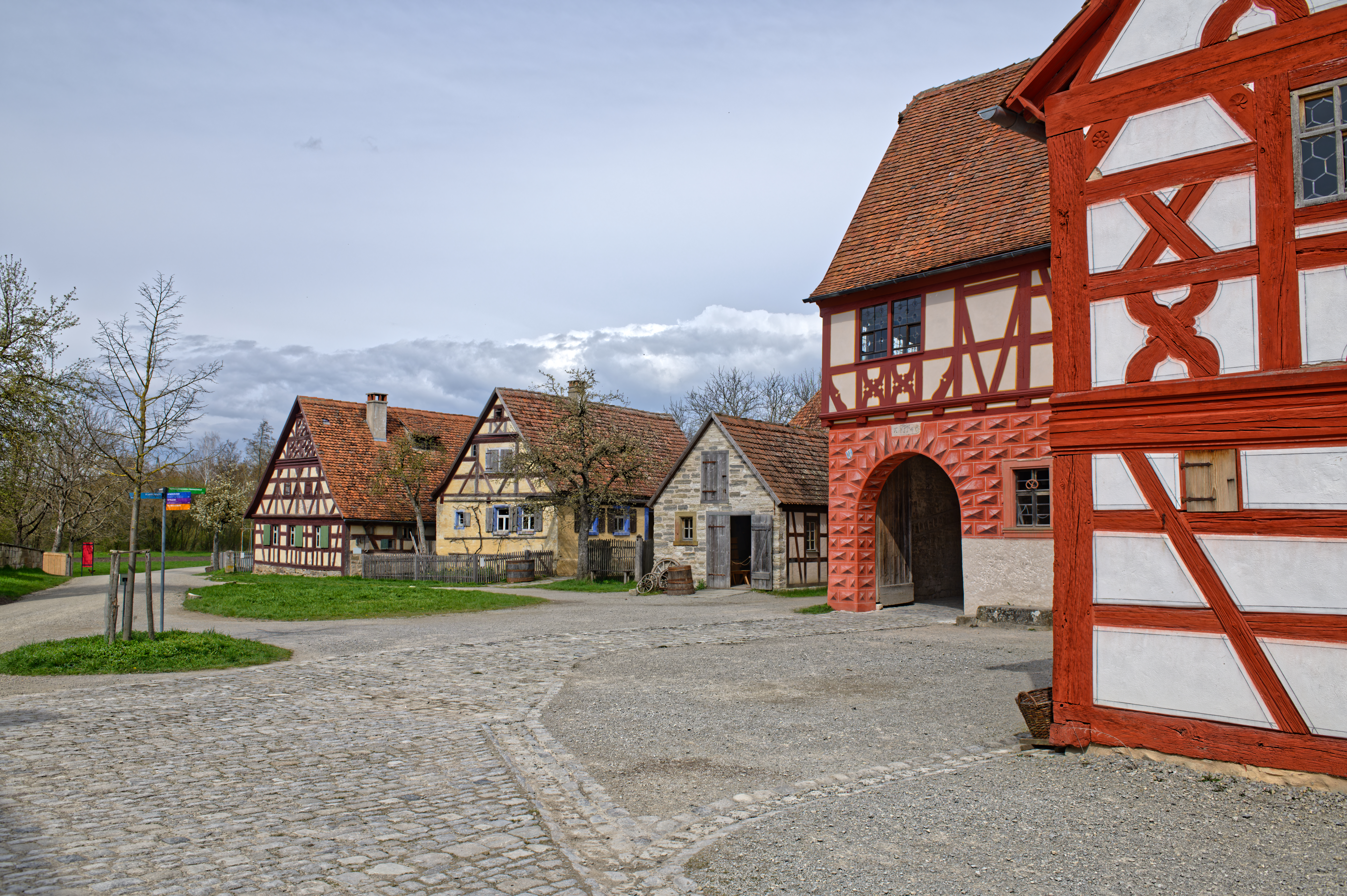
Baugruppe West Mainfranken-Frankenhöhe Dorfplatz von Süden
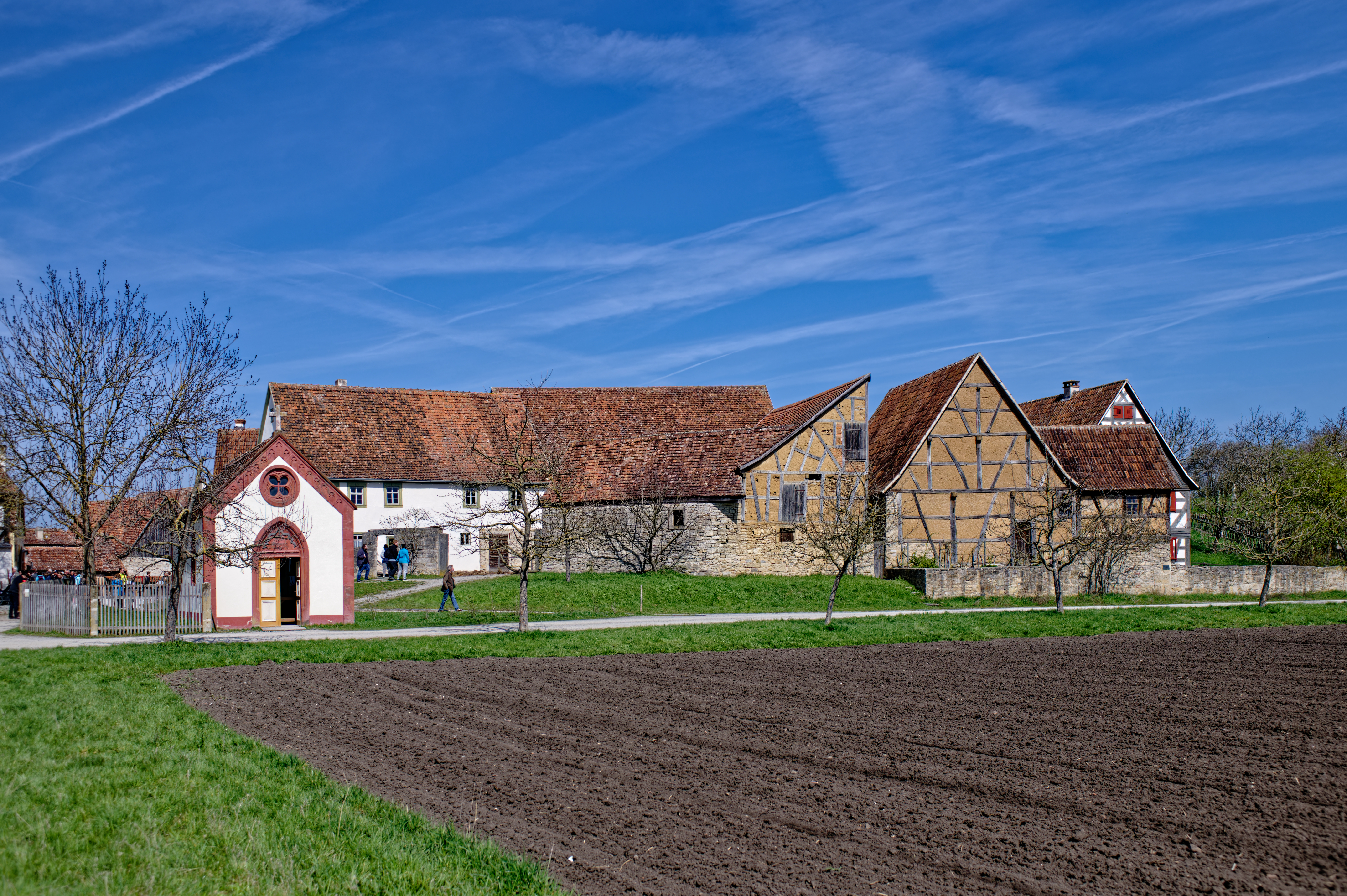
Baugruppe West Mainfranken-Frankenhöhe von Süden
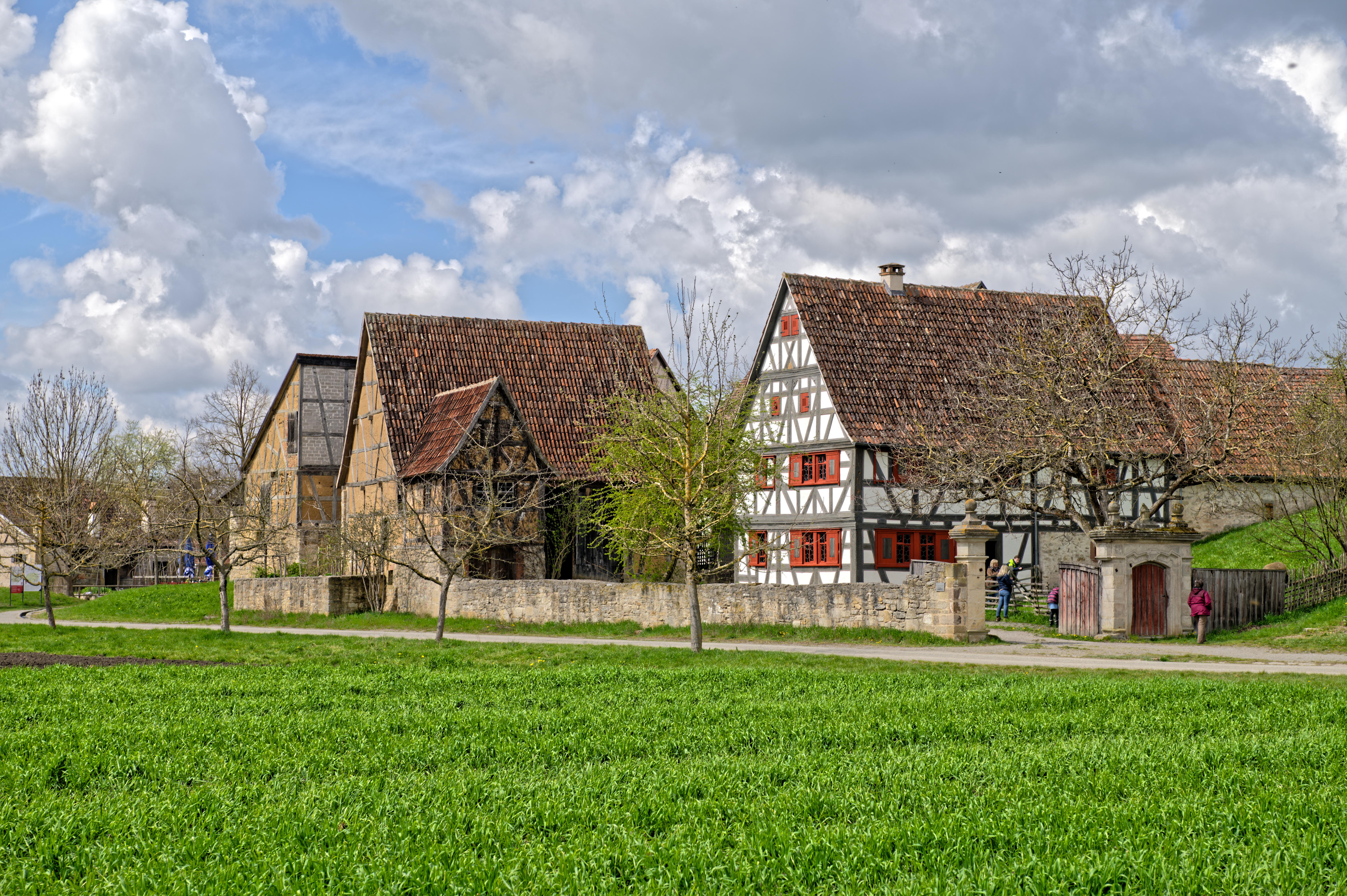
Baugruppe West Mainfranken-Frankenhöhe, Weinbauernhof aus dem Maindreieck von Südosten
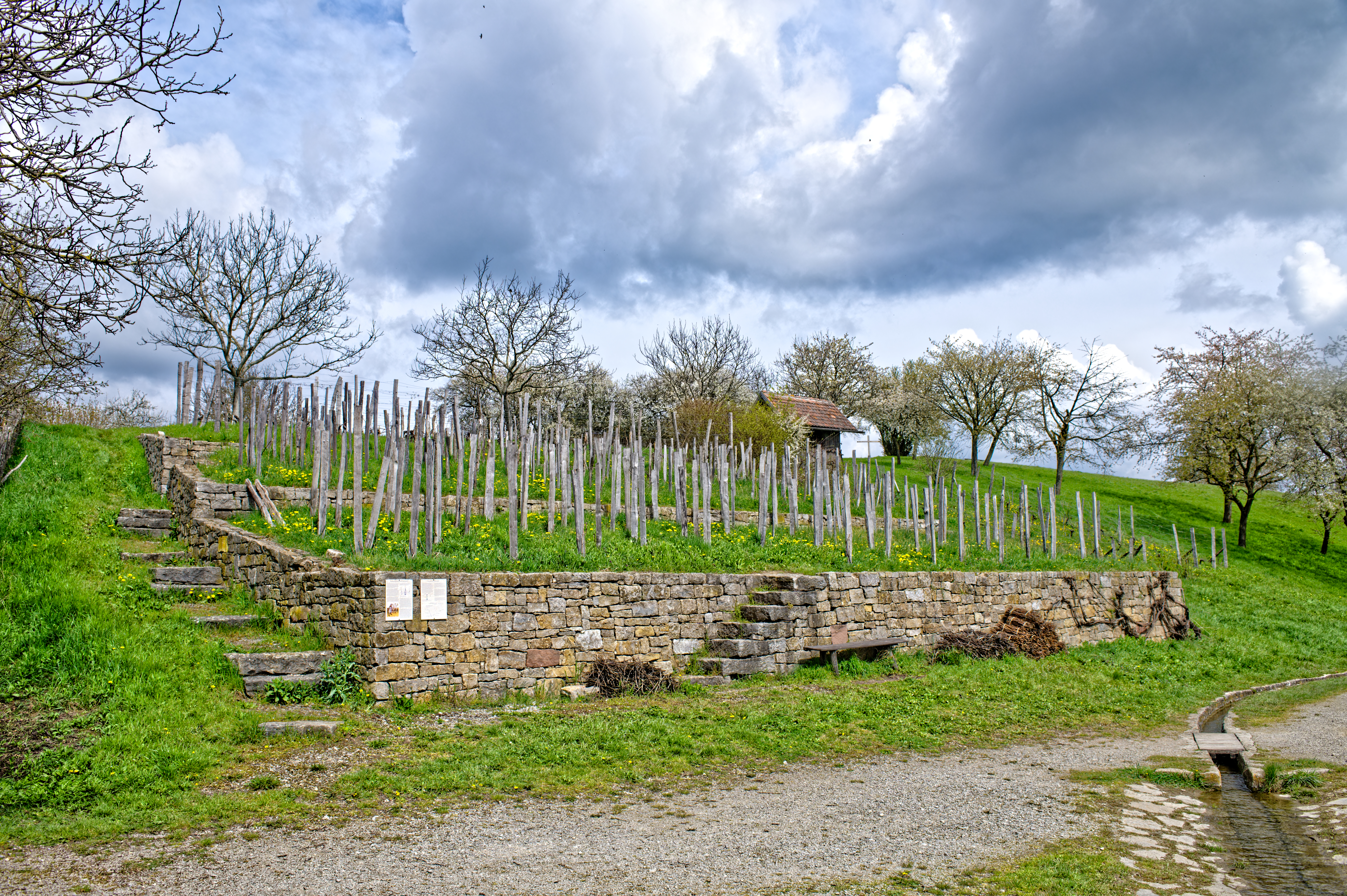
Weinberg

#### Schäferei
Die Untergruppe Schäferei besteht aus eine Schafscheune und einem Schweinestall.
| Nummer                          | Bezeichnung                       | Beschreibung | Aktennummer    | Bild           |
| ------------------------------- | --------------------------------- | --- | -------------- | -------------- |
| 8 (49° 29′ 47″ N, 10° 25′ 6″ O) | Schäferei aus Hambühl             | Das Gebäude wurde ursprünglich laut Jahreszahl am Türstock 1744 errichtet. Der Abbau in Hambühl erfolgte im September 1979. Zwischen Oktober 1979 und Mai 1981 fand der Wiederaufbau statt. Es handelt sich um einen eingeschossigen einfachen Fachwerkbau mit Vollwalmdach. Der vordere Teil diente für Wohnzwecke. Der hintere Teil ist ein Schafstall und noch als solcher genutzt. | D-5-75-112-236 | weitere Bilder |
| 9 (49° 29′ 47″ N, 10° 25′ 6″ O) | Schweinestall aus Unternesselbach | Das Gebäude wird dendrochronologisch auf die Zeit um 1870 datiert. Der Abbau in Unternesselbach erfolgte im September 1978. Im April 1982 fand der Wiederaufbau statt. Es handelt sich um einen Ständerbau mit Satteldach. Die Ständer sind aus Eiche. Die Füllungen aus Fichte. | D-5-75-112-237 | weitere Bilder |

#### Zwei Kleinbauernhöfe von der Frankenhöhe und vom Steigerwald
In den vielen fränkischen Dörfern im westlichen Mittelfranken bestanden größere geschlossene Bereiche aus Kleinbauernhöfen. Im Museum wurden zwei Kleinbauernhöfe von der Frankenhöhe und vom Steigerwaldrand zu einer Untergruppe zusammengefasst.

#### Bauernhof aus dem Uffenheimer Gau
Der Bauernhof aus dem Uffenheimer Gau ist ein charakteristisches Beispiel für einen fränkischen Dreiseithof, bestehend aus dem Wohnhaus mit Stallungen, Scheune, Schweinestall und Brunnen.
| Nummer                            | Bezeichnung                       | Beschreibung                                                                                           | Aktennummer    | Bild           |
| --------------------------------- | --------------------------------- | --- | -------------- | -------------- |
| 20a (49° 29′ 46″ N, 10° 25′ 4″ O) | Bauernhaus aus Herrnberchtheim    | Das Gebäude aus Herrnberchtheim wurde dendrochronologisch auf 1772 datiert.                            | D-5-75-112-242 | weitere Bilder |
| 20b (49° 29′ 45″ N, 10° 25′ 5″ O) | Erdkeller aus Herrnberchtheim     | Das Gebäude aus Herrnberchtheim ist bauinschriftlich auf 1844/1856 datierbar.                          |                | weitere Bilder |
| 21 (49° 29′ 47″ N, 10° 25′ 4″ O)  | Scheuer aus Herrnberchtheim       | Das Gebäude aus Herrnberchtheim wurde dendrochronologisch auf 1599, die Verlängerung auf 1692 datiert. | D-5-75-112-242 | weitere Bilder |
| 22 (49° 29′ 46″ N, 10° 25′ 4″ O)  | Schweinestall aus Herrnberchtheim | Das Gebäude aus Herrnberchtheim wurde ursprünglich um 1840 erbaut.                                     | D-5-75-112-242 | weitere Bilder |

#### Zwei Bauerngüter mit Schmiede aus dem Windsheimer Umland
Zwei Bauerngüter mit Schmiede aus dem Windsheimer Umland bilden im Museum zwei Untergruppen. Die Schmiede aus Westheim dient mehr Anschauungszwecken, während in der Schmiede aus Mailheim auch Vorführungen durch Schmiede stattfinden.
| Nummer                            | Bezeichnung                          | Beschreibung | Aktennummer | Bild           |
| --------------------------------- | ------------------------------------ | --- | ----------- | -------------- |
| 23 (49° 29′ 45″ N, 10° 25′ 4″ O)  | Dorfschmiede aus Westheim            | Das Gebäude aus Westheim wurde laut Inschrift 1780 erbaut.                                                            |             | weitere Bilder |
| 24 (49° 29′ 45″ N, 10° 25′ 3″ O)  | Wohnhaus aus Burgbernheim            | Das Gebäude aus Burgbernheim wurde dendrochronologisch auf 1680, der Umbau des Westgiebels auf 1798 datiert.          |             | weitere Bilder |
| 25a (49° 29′ 45″ N, 10° 25′ 4″ O) | Scheuer aus Marktbergel              | Das Gebäude aus Marktbergel wurde dendrochronologisch auf 1869 datiert.                                               |             | weitere Bilder |
| 25b (49° 29′ 45″ N, 10° 25′ 4″ O) | Leiternhaus aus Eichelsee            | Das Gebäude aus Eichelsee stammt aus dem 19. Jahrhundert.                                                             |             | weitere Bilder |
| 27 (49° 29′ 46″ N, 10° 25′ 2″ O)  | Bauernhaus mit Schmiede aus Mailheim | Das Gebäude aus Mailheim wurde laut Inschrift 1749 erbaut.                                                            |             | weitere Bilder |
| 28a (49° 29′ 45″ N, 10° 25′ 1″ O) | Scheuer mit Göpelanbau aus Mailheim  | Das Gebäude aus Mailheim wurde laut Inschrift 1762 erbaut. Der Göpelanbau wurde dendrochronologisch auf 1909 datiert. |             | weitere Bilder |
| 28b (49° 29′ 45″ N, 10° 25′ 2″ O) | Holzschupfen aus Mailheim            | Das Gebäude aus Mailheim wurde dendrochronologisch auf 1861/62 datiert.                                               |             | weitere Bilder |
| 29 (49° 29′ 46″ N, 10° 25′ 2″ O)  | Schweinestall aus Mailheim           | Das Gebäude aus Mailheim wurde ursprünglich um 1850 erbaut.                                                           |             | weitere Bilder |

#### Einzelgebäude
| Nummer                            | Bezeichnung                     | Beschreibung | Aktennummer | Bild           |
| --------------------------------- | ------------------------------- | --- | ----------- | -------------- |
| 30 (49° 29′ 44″ N, 10° 25′ 3″ O)  | Schulhaus aus Pfaffenhofen      | Das Erdgeschoss des Gebäudes wurde laut Inschrift 1801 in Massivbauweise aus Sandstein erbaut. Das Obergeschoss wurde durch Aufstockung 1879–81 in Fachwerkbauweise erstellt. Der Abbau in Pfaffenhofen erfolgte 2004 und 2005. Zwischen 2007 und 2009 fand der Wiederaufbau statt. |             | weitere Bilder |
| 31 (49° 29′ 45″ N, 10° 25′ 2″ O)  | Musterbienenhaus aus Erlangen   | Das Gebäude wurde von Enoch Zander um 1920 in der Staatlichen Anstalt für Bienenzucht in Erlangen entwickelt. |             | weitere Bilder |
| 32 (49° 29′ 44″ N, 10° 25′ 2″ O)  | Synagoge aus Allersheim         | Das Gebäude aus Allersheim wurde dendrochronologisch auf 1740 datiert. Im Keller befand sich ursprünglich die Mikwe, im Erdgeschoss die Wohnung des Rabbiners oder des Kantors. Im Obergeschoss befand sich der Betsaal. Nach Abwanderungen der Mitglieder der Jüdischen Gemeinde wurde Ende des 19. Jahrhunderts das Gebäude nicht mehr als Synagoge genutzt und schließlich 1911 an einen Landwirt verkauft. |             | weitere Bilder |
| 33 (49° 29′ 44″ N, 10° 25′ 1″ O)  | Schafscheuer aus Weiltingen     | Das Gebäude aus Weiltingen wurde dendrochronologisch auf 1755 datiert. Im Inneren befindet sich die Dauerausstellung zur Mechanisierung der Landwirtschaft. |             | weitere Bilder |
| 34 (49° 29′ 44″ N, 10° 25′ 0″ O)  | Göpelanbau aus Ergersheim       | Das Gebäude aus Ergersheim wurde dendrochronologisch auf 1892 datiert. |             | weitere Bilder |
| 35 (49° 29′ 44″ N, 10° 24′ 59″ O) | Kriegerdenkmal aus Ornbau       | Das Kriegerdenkmal wurde in Ornbau 1924 errichtet und stand bis zum Abbau 2016 vor dem Eingang zur Volksschule und wurde 2019 im Freilandmuseum wiederaufgebaut. Es war zum Stand 23. November 2022 noch in der Denkmalliste von Ornbau unter der Aktennummer D-5-71-189-76 geführt. |             | weitere Bilder |
| 36 (49° 29′ 45″ N, 10° 24′ 58″ O) | Ölmühle von der Flederichsmühle | Die Ölmühle aus dem Weiler Flederichsmühle in Königshofen a.d.Kahl im Kahlgrund wurde dendrochronologisch auf 1810 datiert. Die Mühle wurde 1988-890 an der Alten Aisch wiederaufgebaut. |             | weitere Bilder |
| 37 (49° 29′ 44″ N, 10° 25′ 5″ O)  | Büttnerhaus aus Wipfeld         | Das Gebäude aus Wipfeld wurde dendrochronologisch auf 1685–87 datiert und 1731 umgebaut. Ursprünglich war das Gebäude an eine Scheune angebaut, so dass nur drei Originalwände vorhanden sind. |             | weitere Bilder |

#### „Brauwirtschaft in Franken“
In der Untergruppe Brauwirtschaft in Franken wurden vier Gebäude aus verschiedenen Ortschaften thematisch zusammengefügt.
| Nummer                           | Bezeichnung                      | Beschreibung | Aktennummer | Bild           |
| -------------------------------- | -------------------------------- | --- | ----------- | -------------- |
| 38 (49° 29′ 44″ N, 10° 25′ 4″ O) | Kommunbrauhaus aus Schlüsselfeld | Das Gebäude aus Schlüsselfeld wurde dendrochronologisch auf 1844/45 datiert.                                                                                                 |             | weitere Bilder |
| 39 (49° 29′ 44″ N, 10° 25′ 4″ O) | Gasthaus aus Mühlhausen          | Das Gebäude aus Mühlhausen wurde dendrochronologisch auf 1518 datiert. Eine Inschrift weist auf einen Umbau 1572 hin. Im 18. Jahrhundert erfolgten weitere Veränderungen.    |             | weitere Bilder |
| 40 (49° 29′ 43″ N, 10° 25′ 3″ O) | Hofbrauhaus aus Kraisdorf        | Das Gebäude aus Kraisdorf wurde dendrochronologisch auf 1699 datiert. 1793 erfolgte laut Inschrift ein Umbau. Der weitere Umbau 1841 wurde dendrochronologisch nachgewiesen. |             | weitere Bilder |
| 41 (49° 29′ 43″ N, 10° 25′ 2″ O) | Scheuer aus Rabelsdorf           | Das Gebäude aus Rabelsdorf wurde laut Inschrift ursprünglich 1715 erbaut. |             | weitere Bilder |

#### Flachsbrechhaus aus Gailshofen
| Nummer                           | Bezeichnung                    | Beschreibung                                                 | Aktennummer | Bild           |
| -------------------------------- | ------------------------------ | ------------------------------------------------------------ | ----------- | -------------- |
| 42 (49° 29′ 39″ N, 10° 25′ 8″ O) | Flachsbrechhaus aus Gailshofen | Das Gebäude aus Gailshofen wurde laut Inschrift 1765 erbaut. |             | weitere Bilder |

#### Schultheißenhof aus einem „Maindorf“
In die Untergruppe Schultheißenhof wurde ein Haus mit Scheune aus Obernbreit übernommen.
| Nummer                           | Bezeichnung             | Beschreibung | Aktennummer | Bild           |
| -------------------------------- | ----------------------- | --- | ----------- | -------------- |
| 43 (49° 29′ 45″ N, 10° 25′ 6″ O) | Amtshaus aus Obernbreit | Das Erdgeschoss wurde laut Inschrift 1554 in Massivbauweise mit Bruchsteinen aus Muschelkalk erbaut. Das Obergeschoss ist in Fachwerk ausgeführt. Dendrochronologische Untersuchungen ergaben einen Bauzeitraum zwischen 1571 und 1588. Das Gebäude dient einem Schultheiß als Amtshaus. |             | weitere Bilder |
| 44 (49° 29′ 45″ N, 10° 25′ 7″ O) | Scheuer aus Obernbreit  | Das Gebäude wurde dendrochronologisch auf 1657 datiert. |             | weitere Bilder |

#### Bauernhof aus dem Ochsenfurter Gau
Im Bauernhof aus dem Ochsenfurter Gau stehen alle Gebäude im originalen Zusammenhang.
| Nummer                           | Bezeichnung                                       | Beschreibung | Aktennummer | Bild           |
| -------------------------------- | ------------------------------------------------- | --- | ----------- | -------------- |
| 45 (49° 29′ 44″ N, 10° 25′ 6″ O) | Bauernhaus aus Kleinrinderfeld                    | Das Gebäude aus Kleinrinderfeld wurde laut Inschrift und Urkunde 1779 erbaut.                                                           |             | weitere Bilder |
| 46 (49° 29′ 44″ N, 10° 25′ 6″ O) | Scheuer aus Kleinrinderfeld                       | Das Gebäude aus Kleinrinderfeld wurde dendrochronologisch in seiner Grundsubstanz auf 1850 datiert. 1896 wurde der Westgiebel erneuert. |             | weitere Bilder |
| 47 (49° 29′ 43″ N, 10° 25′ 7″ O) | Pferdestall mit Schweinestall aus Kleinrinderfeld | Das Gebäude aus Kleinrinderfeld wurde laut Inschrift 1888 erbaut und mehrfach erneuert.                                                 |             | weitere Bilder |

#### Kapelle aus Rodheim
| Nummer                           | Bezeichnung         | Beschreibung                                              | Aktennummer | Bild           |
| -------------------------------- | ------------------- | --------------------------------------------------------- | ----------- | -------------- |
| 48 (49° 29′ 43″ N, 10° 25′ 6″ O) | Kapelle aus Rodheim | Das Gebäude aus Rodheim wurde laut Inschrift 1861 erbaut. |             | weitere Bilder |

#### Weinbauernhof aus dem Maindreieck
Die Untergruppe Weinbauernhof aus dem Maindreieck führt zwei für den Weinbau typischen Gebäude der gleichen Region aus unterschiedlichen Orten zusammen.
| Nummer                           | Bezeichnung                      | Beschreibung                                                                               | Aktennummer | Bild           |
| -------------------------------- | -------------------------------- | ------------------------------------------------------------------------------------------ | ----------- | -------------- |
| 49 (49° 29′ 44″ N, 10° 25′ 8″ O) | Weinbauernhaus aus Retzstadt     | Das Gebäude aus Retzstadt wurde laut Inschrift 1668 erbaut.                                |             | weitere Bilder |
| 50 (49° 29′ 44″ N, 10° 25′ 7″ O) | Scheuer mit Bäulein aus Retzbach | Das Bäulein aus Retzbach wurde dendrochronologisch auf 1590, die Scheuer auf 1597 datiert. |             | weitere Bilder |

#### Weinberghäuslein aus Ipsheim
| Nummer                            | Bezeichnung                  | Beschreibung                                  | Aktennummer | Bild           |
| --------------------------------- | ---------------------------- | --------------------------------------------- | ----------- | -------------- |
| 51 (49° 29′ 45″ N, 10° 25′ 10″ O) | Weinberghäuslein aus Ipsheim | Das Gebäude aus Ipsheim wurde um 1920 erbaut. |             | weitere Bilder |

#### Bienenhaus aus Merkendorf
| Nummer                            | Bezeichnung               | Beschreibung                                                                                    | Aktennummer | Bild           |
| --------------------------------- | ------------------------- | ----------------------------------------------------------------------------------------------- | ----------- | -------------- |
| 52 (49° 29′ 43″ N, 10° 25′ 11″ O) | Bienenhaus aus Merkendorf | Das Gebäude mit Elementen des Schweizerstils aus Merkendorf wurde laut Archivalien 1910 erbaut. |             | weitere Bilder |

#### Feldscheune aus Aurach
| Nummer                            | Bezeichnung            | Beschreibung                                 | Aktennummer | Bild           |
| --------------------------------- | ---------------------- | -------------------------------------------- | ----------- | -------------- |
| 53 (49° 29′ 40″ N, 10° 25′ 13″ O) | Feldscheune aus Aurach | Das Gebäude aus Aurach wurde um 1920 erbaut. |             | weitere Bilder |

#### Jagdschlösschen aus Eyerlohe
Im Jagdschlösschen aus Eyerlohe befindet sich die Ausstellung Jagd in Franken.
| Nummer                            | Bezeichnung                  | Beschreibung                                                                        | Aktennummer | Bild           |
| --------------------------------- | ---------------------------- | ----------------------------------------------------------------------------------- | ----------- | -------------- |
| 54 (49° 29′ 44″ N, 10° 25′ 13″ O) | Jagdschlösschen aus Eyerlohe | Das Gebäude auf Eyerlohe wurde 1778 erbaut und gelangte 1864 in bäuerlichen Besitz. |             | weitere Bilder |

#### Flurdenkmäler
| Nummer                              | Bezeichnung                        | Beschreibung | Aktennummer | Bild           |
| ----------------------------------- | ---------------------------------- | --- | ----------- | -------------- |
| ohne (49° 29′ 46″ N, 10° 25′ 9″ O)  | Bildstock aus Laub                 | Der Bildstock aus Laub wurde ursprünglich 1727 anlässlich eines Todes durch Blitzschlag auf dem Felde errichtet.                                      |             | weitere Bilder |
| ohne (49° 29′ 45″ N, 10° 24′ 59″ O) | Bildstock aus Schollbrunn          | Der Bildstock aus Schollbrunn besteht aus Sandstein und wurde ursprünglich 1815 anlässlich eines Unfalltodes durch einen umstürzenden Baum errichtet. |             | weitere Bilder |
| ohne (49° 29′ 49″ N, 10° 25′ 11″ O) | Gleißende Marter aus Bad Windsheim | Die Gleißende Marter aus Holz wurde ursprünglich 1884 errichtet.                                                                                      |             | weitere Bilder |
| ohne (49° 29′ 46″ N, 10° 25′ 11″ O) | Schild Einhemmstelle               | |             | weitere Bilder |

### Baugruppe Ost: Regnitzfranken-Frankenalb
Die Baugruppe Regnitzfranken-Frankenalb ist in der Form eines kleinen Weilers gestaltet. Zum Einzugsgebiet gehören die östlichen Gebiete von Oberfranken und Mittelfranken mit dem Raum um Nürnberg. Zur Baugruppe gehören die Gebäude Nr. 55 bis 80.

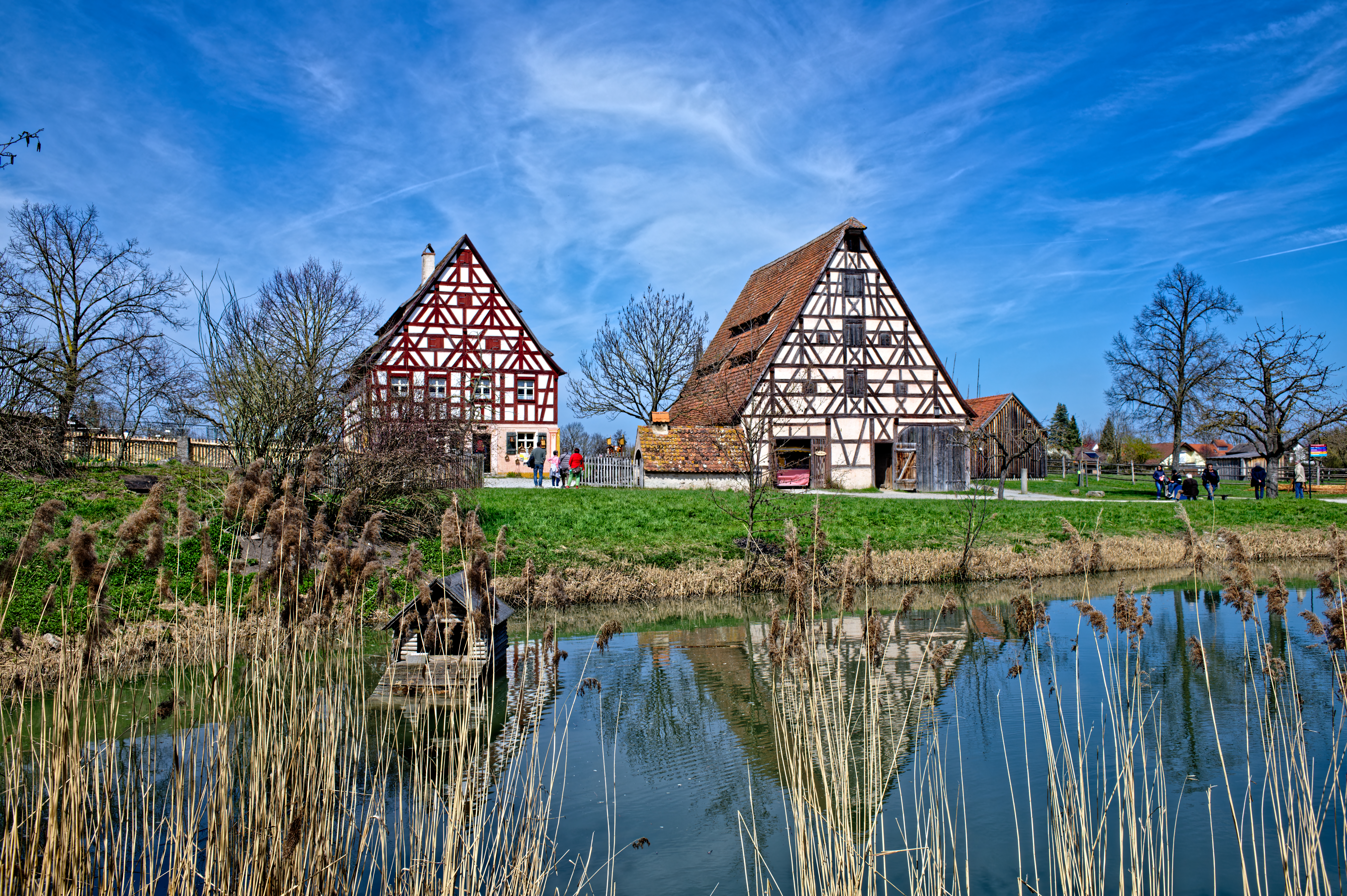
Hopfenbauernhof von Süden

#### Die Getreidemühle
Die Untergruppe Getreidemühle kombiniert Gebäude unterschiedlicher Herkunftsorte zu einem Mühlenensemble.
| Nummer                            | Bezeichnung                  | Beschreibung | Aktennummer | Bild           |
| --------------------------------- | ---------------------------- | --- | ----------- | -------------- |
| 55 (49° 29′ 46″ N, 10° 25′ 19″ O) | Mühle aus Unterschlauersbach | Das Gebäude aus Unterschlauersbach wurde laut Inschrift und einer dendrochronologischen Datierung ursprünglich 1575/76 erbaut und 1601 erweitert. |             | weitere Bilder |
| 56 (49° 29′ 47″ N, 10° 25′ 19″ O) | Stadel aus Dechsendorf       | Das Gebäude aus Dechsendorf wurde nach einer dendrochronologischen Datierung ursprünglich 1680 erbaut.                                            |             | weitere Bilder |

#### Bauernhof aus dem Fürther Umland
Der Bauernhof aus dem Fürther Umland ist als Dreiseithof angelegt.
| Nummer                             | Bezeichnung                   | Beschreibung                                                                                           | Aktennummer | Bild           |
| ---------------------------------- | ----------------------------- | --- | ----------- | -------------- |
| 58 (49° 29′ 49″ N, 10° 25′ 24″ O)  | Bauernhaus aus Seubersdorf    | Das Gebäude aus Seubersdorf wurde nach einer dendrochronologischen Datierung ursprünglich 1684 erbaut. |             | weitere Bilder |
| 59a (49° 29′ 50″ N, 10° 25′ 24″ O) | Schweinestall aus Seubersdorf | Das Gebäude wurde 1996 nach einem Vorbild aus Seubersdorf neu errichtet.                               |             | weitere Bilder |
| 59b (49° 29′ 49″ N, 10° 25′ 25″ O) | Schweinestall aus Seubersdorf | Das Gebäude aus Seubersdorf wurde ursprünglich Mitte des 19. Jahrhunderts errichtet.                   |             | weitere Bilder |
| 60a (49° 29′ 49″ N, 10° 25′ 23″ O) | Stadel aus Buttendorf         | Das Gebäude aus Buttendorf wurde ursprünglich 1725 erbaut und 1760 verlängert.                         |             | weitere Bilder |
| 60b (49° 29′ 49″ N, 10° 25′ 23″ O) | Streuschupfen aus Grüb        | Das Gebäude aus Grüb wurde 1928 errichtet, 1986 abgebaut und 1988 wiedererrichtet.                     |             | weitere Bilder |
| 61a (49° 29′ 49″ N, 10° 25′ 24″ O) | Nebenhaus aus Braunsbach      | Das Gebäude aus Braunsbach wurde laut Inschrift ursprünglich 1750 erbaut.                              |             | weitere Bilder |
| 61b (49° 29′ 49″ N, 10° 25′ 25″ O) | Erdkeller aus Banderbach      | Das Gebäude aus Banderbach wurde im 19. Jh. erbaut, 1983 abgebaut und wiedererrichtet.                 |             | weitere Bilder |

#### Kleinbauernhof aus dem Fürther Umland
Der Kleinbauernhof aus dem Fürther Umland wurde komplett ins Museumsdorf übernommen.
| Nummer                            | Bezeichnung                  | Beschreibung | Aktennummer | Bild           |
| --------------------------------- | ---------------------------- | --- | ----------- | -------------- |
| 62 (49° 29′ 50″ N, 10° 25′ 27″ O) | Kleinbauernhaus aus Zirndorf | Das Gebäude aus Zirndorf wurde nach einer dendrochronologischen Datierung ursprünglich 1670 erbaut und 1802 verlängert.                |             | weitere Bilder |
| 63 (49° 29′ 51″ N, 10° 25′ 27″ O) | Stadel aus Zirndorf          | Das Gebäude aus Zirndorf wurde nach einer dendrochronologischen Datierung ursprünglich 1695 erbaut und laut Inschrift 1806 verlängert. |             | weitere Bilder |

#### Bauernhof aus Unterlindelbach
Das 2013 errichtete Bauernhaus aus Unterlindelbach sowie die geplanten Gebäude Nr. 65 und 66 sollen künftig einen „Vollbauernhof“ aus Unterlindelbach in der Form einer unregelmäßigen offenen Anlage bilden.
| Nummer                            | Bezeichnung                             | Beschreibung | Aktennummer | Bild           |
| --------------------------------- | --------------------------------------- | --- | ----------- | -------------- |
| 64 (49° 29′ 50″ N, 10° 25′ 23″ O) | Bauernhaus aus Unterlindelbach          | Das Gebäude aus Unterlindelbach wurde nach einer dendrochronologischen Datierung ursprünglich 1695 erbaut. Ein Umbau erfolgte laut Inschrift 1778. Der Abbau in Unterlindelbach erfolgte von Januar bis Mai 2006. Der Wiederaufbau im Zustand um 1778 erfolgte von Sommer 2009 bis Herbst 2013. Der breitgelagerte Fachwerkbau mit giebelseitigem Eingang verkörpert die repräsentative ländliche Bauweise im Gebiet zwischen Erlangen und Forchheim nach dem Dreißigjährigen Krieg. Eine Dauerausstellung im Innern des Gebäudes thematisiert den Obstanbau, mit Schwerpunkt auf dem Kirschenanbau, der seit dem 19. Jahrhundert als Sonderkultur in der Fränkischen Schweiz eine bedeutende Rolle spielt. |             | weitere Bilder |
| 65 (49° 29′ 50″ N, 10° 25′ 23″ O) | Scheune aus Unterlindelbach (im Aufbau) | Die dem Bauernhaus zugehörige Scheune wird im gleichen Winkel wie am Originalort aufgebaut und voraussichtlich 2023/24 eröffnet werden. Aus Platzgründen wird die Scheune näher an das Bauernhaus herangerückt als im Originalzustand. |             |                |

#### Hopfenbauernhof von der Hersbrucker Alb
Die langgezogenen Lüftungsgauben und die ungewöhnlich steilen Dächer des Hopfenbauernhofes von der Hersbrucker Alb zeigen die baulichen Besonderheiten von Gebäuden aus der Hopfenanbaugegend auf. Ansonsten entsprechen die Bauwerke und deren Anlage ganz der ländlichen Bauweise im östlichen Nürnberger Land.
| Nummer                            | Bezeichnung                     | Beschreibung | Aktennummer | Bild           |
| --------------------------------- | ------------------------------- | --- | ----------- | -------------- |
| 67 (49° 29′ 51″ N, 10° 25′ 24″ O) | Hopfenbauernhaus aus Eschenbach | Das Gebäude wurde nach einer dendrochronologischen Datierung ursprünglich 1821 erbaut. Der Abbau in Eschenbach erfolgte Ende 1987, der Wiederaufbau von Oktober 1988 bis April 1992. Es handelt sich um einen zweigeschossigen Bau mit giebelseitigem Eingang. Das Erdgeschoss wurde aus Kalkbruchsteinen erbaut, das Obergeschoss und die Giebel aus Fachwerk. Im Museum stellt das Gebäude den Zustand in den 1910er Jahren dar, wobei es nach Befragung der ehemaligen Bewohner eingerichtet wurde. Die farbliche Gestaltung der Fassade entspricht hingegen der aus der Bauzeit 1821. |             | weitere Bilder |
| 68 (49° 29′ 51″ N, 10° 25′ 25″ O) | Hopfenstadel aus Thalheim       | Das Gebäude wurde nach einer dendrochronologischen Datierung und einer Inschrift ursprünglich 1819 erbaut. Es wurde im April 1982 in Thalheim abgebaut und von April 1989 bis September 1992 im Museum neu errichtet. Der erdgeschossige Fachwerkbau verfügt über eine seitliche Längsdurchfahrt, einen nachträglich eingebauten Stall sowie einen viergeschossigen Giebel. Wie beim Bauernhaus dienten die Böden zum Lagern und Trocknen des Hopfens. |             | weitere Bilder |
| 69 (49° 29′ 50″ N, 10° 25′ 25″ O) | Backofen aus Haidling           | Das Bauwerk aus Haidling wurde nach einer dendrochronologischen Datierung ursprünglich 1854 errichtet. Die Wände wurden aus Feldsteinen, Ofen und Giebel aus Backsteinen errichtet. Der Backofen ist in seiner Art typisch für das östliche Nürnberger Land. Nahezu jeder Hof und jedes Haus hatte dort einen eigenen Backofen. |             | weitere Bilder |

#### Bauernhof aus dem Kulmbacher Umland
Der Bauernhof aus dem Kulmbacher Umland besteht aus zwei ins Museum übernommen Gebäuden aus Oberzettlitz. Der laubenartige Gang zwischen Wohnhaus und Scheune wurde rekonstruiert. Geplant ist auch die Errichtung des zum Anwesen gehörigen Stadels, der sich noch am ursprünglichen Standort befindet.
| Nummer                            | Bezeichnung                 | Beschreibung | Aktennummer | Bild           |
| --------------------------------- | --------------------------- | --- | ----------- | -------------- |
| 73 (49° 29′ 52″ N, 10° 25′ 29″ O) | Bauernhaus aus Oberzettlitz | Das Gebäude wurde laut Inschrift ursprünglich 1711 errichtet. Der Abbau in Oberzettlitz fand im April 1979 statt. Von September 1984 bis März 1988 erfolgte der Wiederaufbau an der heutigen Stelle. Stall und Keller befinden sich in einem gemauerten Untergeschoss. Das Erdgeschoss wurde in der in Franken einst verbreiteten, heute jedoch seltenen Blockbauweise errichtet. Der Fachwerkgiebel ist vergleichsweise reich verziert. Das Satteldach ist mit sogenannten Krempern eingedeckt. |             | weitere Bilder |
| 74 (49° 29′ 52″ N, 10° 25′ 29″ O) | Kasten aus Oberzettlitz     | Das Bauwerk wurde nach einer dendrochronologischen Datierung im Dachstuhl ursprünglich wohl 1754 errichtet. Im November 1984 fand der Abbau in Oberzettlitz statt, von April 1985 bis November 1987 der Wiederaufbau im Museum. Das in seiner gestelzten und in den Hang gebaute Bauwerk erinnert in seiner äußeren Form stark an das Wohnhaus. Der Standort neben dem Haus entspricht den ursprünglichen Verhältnissen. Auch der Zustand entspricht weitgehend dem des originalen Bauwerks. Der westliche Teil über dem gemauerten Stalluntergeschoss ist ein Holzbau mit ausgeblocktem Regelwerk. Er diente als Futterkammer. Der östliche Teil aus Sandsteinquadern wurde in dieser Form erst 1867 eingebaut und diente als Ochsenstall. Das Satteldach mit einfach stehendem Stuhl ist wiederum mit Krempern eingedeckt. |             | weitere Bilder |
| 75 (49° 29′ 52″ N, 10° 25′ 29″ O) | Backofen aus Oberzettlitz   | Neubau von 1988 nach dem Vorbild aus Oberzettlitz |             | weitere Bilder |

#### Dörrhäuschen aus Schlichtenreuth
| Nummer                            | Bezeichnung                      | Beschreibung | Aktennummer | Bild           |
| --------------------------------- | -------------------------------- | --- | ----------- | -------------- |
| 76 (49° 29′ 53″ N, 10° 25′ 30″ O) | Dörrhäuschen aus Schlichtenreuth | Das Dörrhäuschen wurde laut einer Inschrift im Putz ursprünglich im Jahr 1908 errichtet. Der Abbau in Schlichtenreuth fand im Herbst 1985 statt. Der Aufbau an seinem heutigen Ort erfolgte im November 1986. Der kleine Fachwerkbau mit einer Ausfachung aus Bruchsteinen diente zum Dörren von Obst. Das Bauwerk verfügt über eine von außen geschürte und nach allen Seiten geschlossene Feuerstelle im unteren Bereich. Im darüber befindlichen Innenraum werden auf Stangen geflochtene Holzroste gestapelt, auf denen dann geschnittene Äpfel, ganze Birnen oder Zwetschgen ausgebreitet werden. Der etwa dreitägige Dörrvorgang erfolgt durch heiße Luft, ohne mit dem Rauch der Feuerstelle in Berührung zu kommen. |             | weitere Bilder |

#### Kleinbauernhof aus dem südlichen Albvorland
Der Kleinbauernhof aus dem südlichen Albvorland ist nach dem Vorbild des Schwimbacher Hofs offen gestaltet.
| Nummer                            | Bezeichnung               | Beschreibung                                                                                              | Aktennummer | Bild           |
| --------------------------------- | ------------------------- | --- | ----------- | -------------- |
| 77 (49° 29′ 47″ N, 10° 25′ 27″ O) | Köblerhaus aus Schwimbach | Das Gebäude aus Schwimbach wurde nach einer dendrochronologischen Datierung ursprünglich 1715 erbaut.     |             | weitere Bilder |
| 78 (49° 29′ 48″ N, 10° 25′ 27″ O) | Stadel aus Selingstadt    | Das Gebäude aus Selingstadt wurde nach einer dendrochronologischen Datierung ursprünglich 1695 errichtet. |             | weitere Bilder |
| 79 (49° 29′ 47″ N, 10° 25′ 28″ O) | Schweinestall aus Stauf   | Das Bauwerk aus Stauf wurde nach einer dendrochronologischen Datierung ursprünglich um 1820 errichtet.    |             | weitere Bilder |

#### Wegkapelle aus Mitteleschenbach
| Nummer                            | Bezeichnung                     | Beschreibung | Aktennummer | Bild           |
| --------------------------------- | ------------------------------- | --- | ----------- | -------------- |
| 80 (49° 29′ 44″ N, 10° 25′ 28″ O) | Wegkapelle aus Mitteleschenbach | Das Gebäude wurde ursprünglich im frühen 18. Jahrhundert etwa 500 Meter westlich des Dorfes Mitteleschenbach erbaut. Grund für den in einem Stück erfolgten Abbau im November 1985 war der Neubau einer Straße. Die Fassade und der Innenraum waren in einem desolaten Zustand, das Andachtsbild verschollen. Bei der partiellen Restaurierung wurden die Jahreszahlen 17[…] (Bauzeit) und 1840 (Renovierung) entdeckt. |             | weitere Bilder |

#### Weitere Bauwerke
| Nummer                               | Bezeichnung                   | Beschreibung | Aktennummer | Bild                          |
| ------------------------------------ | ----------------------------- | --- | ----------- | ----------------------------- |
| keine (49° 29′ 52″ N, 10° 25′ 23″ O) | Gartenhäuschen aus Tennenlohe | Das mit reicher Laubsägendekoration versehene Gartenhäuschen aus Tennenlohe bei Erlangen wurde ursprünglich um 1900 errichtet. |             | Gartenhäuschen aus Tennenlohe |

### Baugruppe Süd: Altmühlfranken
Die Baugruppe Altmühlfranken ist in der Form eines Straßendorfes gestaltet. Zum Einzugsgebiet gehören das südlichste Mittelfranken, sowie der seit der Gebietsreform 1972 oberbayerische Eichstätter Raum. Zur Baugruppe gehören die Gebäude Nr. 81 bis 94.

#### Bauernhof aus dem mittleren Altmühltal
Der Bauernhof aus dem mittleren Altmühltal zeigt beispielhaft für den Altmühlraum, dass die Scheune das Wohnhaus in Größe übertreffen kann.
| Nummer                            | Bezeichnung               | Beschreibung | Aktennummer | Bild           |
| --------------------------------- | ------------------------- | --- | ----------- | -------------- |
| 81 (49° 29′ 42″ N, 10° 25′ 36″ O) | Bauernhaus aus Gungolding | Das Gebäude wurde ursprünglich 1564 errichtet und 1736 umgebaut. Der Abbau in Gungolding fand im April 1982 statt. Von Juli 1983 bis September 1986 erfolgte der Wiederaufbau im Zustand nach 1736. Es handelt sich um einen zweistöckigen, giebelseitig erschlossenen Bau. Das Erdgeschoss wurde aus Kalksteinfindlingen gemauert, wobei der Stall über ein Tonnengewölbe verfügt. Das Obergeschoss besteht größtenteils aus Fachwerk mit Backstein-, Lehmflechtwerk- und Bruchsteinausfachung. Das flachgeneigte Dach ist mit den für das Altmühltal typischen Kalkplatten gedeckt. |             | weitere Bilder |
| 82 (49° 29′ 42″ N, 10° 25′ 37″ O) | Stadel aus Titting        | |             | weitere Bilder |
| 83 (49° 29′ 41″ N, 10° 25′ 36″ O) | Backofen aus Badanhausen  | |             | weitere Bilder |

#### Bauernhof von der Hochfläche der südlichen Frankenalb
Das 2012 errichtete Bauernhaus aus Reichersdorf und die geplanten Gebäude Nr. 85 bis 87 sollen künftig einen „Bauernhof“ von der Hochfläche der südlichen Frankenalb (Altmühljura) in der Form einer offenen Dreiseitanlage bilden.
| Nummer                            | Bezeichnung                          | Beschreibung         | Aktennummer | Bild           |
| --------------------------------- | ------------------------------------ | -------------------- | ----------- | -------------- |
| 84 (49° 29′ 41″ N, 10° 25′ 35″ O) | Bauernhaus aus Reichersdorf          |                      |             | weitere Bilder |
| 85 (49° 29′ 41″ N, 10° 25′ 34″ O) | Stadel aus Reuth am Wald (im Aufbau) | Wiederaufbau 2022–27 |             |                |

#### Seldenhaus aus Obermässing
| Nummer                            | Bezeichnung                | Beschreibung | Aktennummer | Bild           |
| --------------------------------- | -------------------------- | ------------ | ----------- | -------------- |
| 88 (49° 29′ 40″ N, 10° 25′ 33″ O) | Seldenhaus aus Obermässing |              |             | weitere Bilder |

#### Bauernhaus mit Wirtschaft aus Treuchtlingen
| Nummer                            | Bezeichnung                                 | Beschreibung | Aktennummer | Bild           |
| --------------------------------- | ------------------------------------------- | ------------ | ----------- | -------------- |
| 89 (49° 29′ 39″ N, 10° 25′ 34″ O) | Bauernhaus mit Wirtschaft aus Treuchtlingen |              |             | weitere Bilder |

#### Stadel aus Enkering
| Nummer                            | Bezeichnung         | Beschreibung | Aktennummer    | Bild           |
| --------------------------------- | ------------------- | ------------ | -------------- | -------------- |
| 90 (49° 29′ 40″ N, 10° 25′ 36″ O) | Stadel aus Enkering |              | D-5-75-112-248 | weitere Bilder |

#### Kegelbahn aus Eichstätt
| Nummer                            | Bezeichnung             | Beschreibung | Aktennummer | Bild           |
| --------------------------------- | ----------------------- | ------------ | ----------- | -------------- |
| 91 (49° 29′ 39″ N, 10° 25′ 36″ O) | Kegelbahn aus Eichstätt |              |             | weitere Bilder |

#### Leiternhaus aus Dettenheim
| Nummer                            | Bezeichnung                | Beschreibung | Aktennummer | Bild           |
| --------------------------------- | -------------------------- | ------------ | ----------- | -------------- |
| 92 (49° 29′ 39″ N, 10° 25′ 33″ O) | Leiternhaus aus Dettenheim |              |             | weitere Bilder |

#### Färberhaus aus Heidenheim
| Nummer                            | Bezeichnung               | Beschreibung | Aktennummer | Bild           |
| --------------------------------- | ------------------------- | ------------ | ----------- | -------------- |
| 93 (49° 29′ 39″ N, 10° 25′ 32″ O) | Färberhaus aus Heidenheim |              |             | weitere Bilder |

### Baugruppe Mittelalter
In der Baugruppe Mittelalter wurden teilweise unter Einbeziehung originaler Bausubstanz Gebäude des Mittelalters rekonstruiert. Zur Baugruppe gehören die Gebäude Nr. 95 bis 104.

#### Der mittelalterliche Bauernhof
Der mittelalterliche Bauernhof orientiert sich in seiner Häuseranordnung an der Anlage des Bauernhauses aus Höfstetten.
| Nummer                            | Bezeichnung               | Beschreibung | Aktennummer | Bild           |
| --------------------------------- | ------------------------- | --- | ----------- | -------------- |
| 95 (49° 29′ 39″ N, 10° 25′ 25″ O) | Bauernhaus aus Höfstetten | Das Gebäude aus Höfstetten wurde laut einer dendrochronologischen Datierung 1367 erbaut. Umbauten fanden 1625 und 1817 statt. Im Museum wurde der Zustand vor der Überformung hergestellt. |             | weitere Bilder |
| 96 (49° 29′ 40″ N, 10° 25′ 26″ O) | Stadel aus Höchstetten    | |             | weitere Bilder |
| 97 (49° 29′ 40″ N, 10° 25′ 25″ O) | Hofhaus aus Stöckach      | |             | weitere Bilder |

#### „Schwedenhaus“ aus Almoshof
| Nummer                            | Bezeichnung                 | Beschreibung | Aktennummer | Bild           |
| --------------------------------- | --------------------------- | ------------ | ----------- | -------------- |
| 98 (49° 29′ 40″ N, 10° 25′ 24″ O) | „Schwedenhaus“ aus Almoshof |              |             | weitere Bilder |

#### Tagelöhnerhaus aus Marienstein
| Nummer                            | Bezeichnung                    | Beschreibung | Aktennummer | Bild           |
| --------------------------------- | ------------------------------ | ------------ | ----------- | -------------- |
| 99 (49° 29′ 38″ N, 10° 25′ 26″ O) | Tagelöhnerhaus aus Marienstein |              |             | weitere Bilder |

#### Doppelhaus aus Ochsenfeld
| Nummer                             | Bezeichnung               | Beschreibung | Aktennummer | Bild           |
| ---------------------------------- | ------------------------- | ------------ | ----------- | -------------- |
| 100 (49° 29′ 38″ N, 10° 25′ 27″ O) | Doppelhaus aus Ochsenfeld |              |             | weitere Bilder |

#### Steinhaus aus Matting
| Nummer                             | Bezeichnung           | Beschreibung | Aktennummer | Bild           |
| ---------------------------------- | --------------------- | ------------ | ----------- | -------------- |
| 101 (49° 29′ 37″ N, 10° 25′ 29″ O) | Steinhaus aus Matting |              |             | weitere Bilder |

#### Badehaus mit Beständnerwohnungen aus Wendelstein
| Nummer                             | Bezeichnung                                 | Beschreibung | Aktennummer | Bild           |
| ---------------------------------- | ------------------------------------------- | ------------ | ----------- | -------------- |
| 102 (49° 29′ 39″ N, 10° 25′ 28″ O) | Badhaus Wendelstein mit Beständnerwohnungen |              |             | weitere Bilder |

#### Schafscheune aus Virnsberg
| Nummer                             | Bezeichnung                | Beschreibung | Aktennummer | Bild           |
| ---------------------------------- | -------------------------- | ------------ | ----------- | -------------- |
| 104 (49° 29′ 37″ N, 10° 25′ 20″ O) | Schafscheune aus Virnsberg |              |             | weitere Bilder |

#### Bildstock aus Röttenbach
| Nummer                              | Bezeichnung              | Beschreibung | Aktennummer | Bild           |
| ----------------------------------- | ------------------------ | ------------ | ----------- | -------------- |
| ohne (49° 29′ 39″ N, 10° 25′ 24″ O) | Bildstock aus Röttenbach |              |             | weitere Bilder |

### Archäologisches Gehöft
Im Archäologischen Gehöft befinden sich, anders als in den übrigen Baugruppen im Freilandmuseum, ausschließlich frei rekonstruierte Bauwerke.
| Nummer                             | Bezeichnung        | Beschreibung | Aktennummer | Bild           |
| ---------------------------------- | ------------------ | ------------ | ----------- | -------------- |
| 104 (49° 29′ 38″ N, 10° 25′ 22″ O) | Firstpfostenhaus   |              |             | weitere Bilder |
| 104 (49° 29′ 38″ N, 10° 25′ 21″ O) | Grubenhaus         |              |             | weitere Bilder |
| 104 (49° 29′ 38″ N, 10° 25′ 21″ O) | Steinfundamenthaus |              |             | weitere Bilder |

### Baugruppe Industrie & Technik
Die Baugruppe Industrie & Technik schließt sich südwestlich an die Baugruppe Mainfranken-Frankenhöhe an. Sie umfasst Bauten aus allen Regionen Frankens. Zeitlich sind die meisten Bauten im 19. und 20. Jahrhundert angesiedelt. Zur Baugruppe gehören die Bauwerke Nr. 105 bis 112.

#### Die Ziegelei
| Nummer                            | Bezeichnung                    | Beschreibung                                                                                             | Aktennummer | Bild           |
| --------------------------------- | ------------------------------ | --- | ----------- | -------------- |
| 105 (49° 29′ 39″ N, 10° 25′ 6″ O) | Ziegelbrennofen aus Scheinfeld | Der Ziegelbrennofen wurde um 1430 erbaut. Im August 1988 wurde er in Scheinfeld in einem Stück abgebaut. |             | weitere Bilder |
| 106 (49° 29′ 39″ N, 10° 25′ 4″ O) | Ziegelhütte aus Aisch          | Das Gebäude aus Aisch wurde dendrochronologisch auf 1835 datiert.                                        |             | weitere Bilder |
| 107a ()                           | Gipsbrennofen                  | |             |                |
| 107b ()                           | Kalkbrennofen                  | |             | weitere Bilder |

#### Muschelkalk-Steinbruch
| Nummer                             | Bezeichnung                  | Beschreibung                                              | Aktennummer | Bild           |
| ---------------------------------- | ---------------------------- | --------------------------------------------------------- | ----------- | -------------- |
| 108a (49° 29′ 39″ N, 10° 25′ 6″ O) | „Derrick-Kran“ aus Kirchheim | Der Kran aus Kirchheim wurde ursprünglich 1938 errichtet. |             | weitere Bilder |
| 108b (49° 29′ 40″ N, 10° 25′ 6″ O) | Feldbahn Suse aus Ansbach    |                                                           |             | weitere Bilder |

#### Gewächshäuser aus Nürnberg
| Nummer | Bezeichnung                | Beschreibung | Aktennummer | Bild |
| ------ | -------------------------- | --- | ----------- | ---- |
| 109 () | Gewächshäuser aus Nürnberg | Zwei Gewächshäuser der Berufsschule für Floristen wurde 2009 abgebaut. Der Aufbau ist in der Nähe des Windrades aus einer Gärtnerei in Roth geplant aber mit Stand April 2023 noch nicht erfolgt. |             |      |

#### Windrad aus Roth
| Nummer                            | Bezeichnung      | Beschreibung                                               | Aktennummer | Bild           |
| --------------------------------- | ---------------- | ---------------------------------------------------------- | ----------- | -------------- |
| 110 (49° 29′ 41″ N, 10° 25′ 2″ O) | Windrad aus Roth | Das Windrad aus Roth wurde ursprünglich um 1905 errichtet. |             | weitere Bilder |

#### Tabaktrockenscheune aus Unterreichenbach
| Nummer                            | Bezeichnung                              | Beschreibung                                                        | Aktennummer | Bild           |
| --------------------------------- | ---------------------------------------- | ------------------------------------------------------------------- | ----------- | -------------- |
| 111 (49° 29′ 42″ N, 10° 25′ 0″ O) | Tabaktrockenscheune aus Unterreichenbach | Die Scheune aus Unterreichenbach wurde ursprünglich 1927 errichtet. |             | weitere Bilder |

#### Lagerhalle aus Mögeldorf
| Nummer                            | Bezeichnung              | Beschreibung | Aktennummer | Bild           |
| --------------------------------- | ------------------------ | --- | ----------- | -------------- |
| 112 (49° 29′ 40″ N, 10° 25′ 1″ O) | Lagerhalle aus Mögeldorf | Die Lagerhalle wurde 1937 in Hammelburg als Feldscheune errichtet. 1956 wurde sie als Lagerhalle nach Mögeldorf transloziert. |             | weitere Bilder |

### Baugruppe 20. Jahrhundert
Die Gebäude des 20. Jahrhunderts zeigen aufgrund der industriellen Fertigungsweisen keine regionaltypischen Merkmale.
| Nummer                             | Bezeichnung                       | Beschreibung | Aktennummer | Bild           |
| ---------------------------------- | --------------------------------- | --- | ----------- | -------------- |
| 201 (49° 29′ 43″ N, 10° 24′ 58″ O) | „Stahlhaus“ aus Nerreth           | Das MAN-Stahlhaus aus Nerreth wurde ursprünglich laut Baueingabeplan 1949 errichtet.                                                                                      |             | weitere Bilder |
| 202 (49° 29′ 43″ N, 10° 24′ 59″ O) | Wellblechgarage aus Lonnerstadt   | Das Nebengebäude aus Lonnerstadt entstammt den 1950er Jahren. |             | weitere Bilder |
| 203 (49° 29′ 43″ N, 10° 24′ 59″ O) | Behelfsheim aus Ottenhofen        | Das Kleinsthaus aus Ottenhofen für Ausgebombte wurde laut Bauinschrift 1944 erbaut.                                                                                       |             | weitere Bilder |
| 204 (49° 29′ 43″ N, 10° 25′ 0″ O)  | Behelfsheim aus Steinach a.d. Ens | Das Holzgebäude aus Steinach an der Ens wurde laut Bauinschrift 1944 durch das DHW aus einem Nürnberg gefertigten Bausatz errichtet. Der Wiederaufbau ist ab 2023 geplant |             |                |

### Wasserwirtschaftlicher Lehrpfad
Unter der Bauleitung des Wasserwirtschaftsamtes Ansbach wurden zwischen 1979 und 1984 wasserwirtschaftliche Maßnahmen durchgeführt und ergelmäßig ergänzt.
Folgende Stationen sind aktuell ausgewiesen:
| Nummer                            | Bezeichnung                          | Beschreibung | Aktennummer | Bild |
| --------------------------------- | ------------------------------------ | --- | ----------- | ---- |
| 1 (49° 29′ 54″ N, 10° 25′ 14″ O)  | Doppelbogenbrücke Unteraltenbernheim | Die Brücke überspannte ursprünglich die Zenn, wurde 1981 abgebrochen und originalgetreu mit denselben Steinen wieder aufgebaut.     |             |      |
| 2 (49° 29′ 53″ N, 10° 25′ 13″ O)  | Holzabsturz                          | |             |      |
| 3 (49° 29′ 51″ N, 10° 25′ 11″ O)  | Furt                                 | |             |      |
| 4 (49° 29′ 50″ N, 10° 25′ 10″ O)  | Flechtwerk                           | |             |      |
| 5 (49° 29′ 50″ N, 10° 25′ 10″ O)  | Gehölzpflanzung                      | |             |      |
| 6 (49° 29′ 50″ N, 10° 25′ 9″ O)   | Schützenwehr                         | |             |      |
| 7 (49° 29′ 50″ N, 10° 25′ 10″ O)  | Bogenbrücke                          | |             |      |
| 8 (49° 29′ 46″ N, 10° 25′ 1″ O)   | Sohlrampe                            | |             |      |
| 9 (49° 29′ 46″ N, 10° 24′ 58″ O)  | Ölmühle mit Mühlenwehr               | |             |      |
| 10 (49° 29′ 43″ N, 10° 25′ 5″ O)  | Weed                                 | |             |      |
| 11 (49° 29′ 43″ N, 10° 25′ 7″ O)  | Rinne                                | |             |      |
| 12 (49° 29′ 44″ N, 10° 25′ 9″ O)  | Furt                                 | |             |      |
| 13 (49° 29′ 45″ N, 10° 25′ 11″ O) | Schaftränke                          | |             |      |
| 14 (49° 29′ 47″ N, 10° 25′ 18″ O) | Mühlweiher mit Eichpfahl             | |             |      |
| 15 (49° 29′ 46″ N, 10° 25′ 20″ O) | Bogenbrücke Unterschlauersbach       | |             |      |
| 16 (49° 29′ 46″ N, 10° 25′ 21″ O) | Stangenverbau                        | |             |      |
| 17 (49° 29′ 46″ N, 10° 25′ 21″ O) | Weiher mit Schlegel                  | |             |      |
| 18 ()                             | Fischkasten                          | |             |      |
| 19 (49° 29′ 48″ N, 10° 25′ 21″ O) | Widder                               | |             |      |
| 20 ()                             | Bohlenbeschlag                       | |             |      |
| 21 ()                             | Seebach                              | |             |      |
| 22 (49° 29′ 50″ N, 10° 25′ 27″ O) | Dorfweiher mit Mönch                 | |             |      |
| 23 (49° 29′ 53″ N, 10° 25′ 34″ O) | Stauschütz                           | |             |      |
| 24 (49° 29′ 52″ N, 10° 25′ 34″ O) | Wasserschöpfrad                      | |             |      |
| 25 (49° 29′ 48″ N, 10° 25′ 43″ O) | Alte Aischbrücke                     | Einziges Bauwerk des Hauptgeländes am Originalstandort. Die Bauzeit ist unbekannt. Die Bauweise deutet auf das 18. Jahrhundert hin. |             |      |
| 26 (49° 29′ 38″ N, 10° 25′ 27″ O) | Doppelbogenbrücke Schlößlmühle       | Das Brücke wurde Jurakalkstein nach Vorbild der Schlößlmühle bei Enkering nachgebaut.                                               |             |      |
| 27 (49° 29′ 40″ N, 10° 25′ 34″ O) | Holzsteg                             | |             |      |

## Baugruppe Stadt
Die Baugruppe Stadt umfasst vier Teilbereiche: den alten Windsheimer Bauhof, die Gebäude am originalen Platz nördlich des Bauhofs, translozierte Gebäude aus Windsheim im Bauhofsareal, sowie die Spitalkirche mit dem Museum Kirche in Franken. Zur Baugruppe gehören die Gebäude Nr. 113 bis 125.

### Der Bauhof
Der Bauhof der ehemaligen Reichsstadt Windsheim ist einer der wenigen erhaltenen spätmittelalterlichen Anlagen überhaupt. Vom einstigen Bauhof ist der große Stadel und der Wagenschupfen erhalten geblieben. Einige kleine Nebengebäude haben sich nicht erhalten.
| Nummer                             | Bezeichnung                   | Beschreibung | Aktennummer   | Bild           |
| ---------------------------------- | ----------------------------- | --- | ------------- | -------------- |
| 113 (49° 30′ 0″ N, 10° 24′ 59″ O)  | Bauhofstadel in Bad Windsheim | Das Gebäude wurde 1441–43 errichtet. Für die Nutzung als Museumsgebäude fand zwischen November 1992 und Mai 1997 eine Sanierung statt. Das Gebäude ist eines der größten erhaltenen Holzbauwerke Süddeutschland aus dem 15. Jahrhundert. | D-5-75-112-50 | weitere Bilder |
| 114 (49° 29′ 59″ N, 10° 24′ 58″ O) | Großer Wagenschupfen          | Das Gebäude wurde 1564 erbaut. | D-5-75-112-50 | weitere Bilder |
| 115 (49° 29′ 59″ N, 10° 25′ 0″ O)  | Gartenhäuschen aus Uffenheim  | Das Gebäude aus Uffenheim wurde ursprünglich 1845 errichtet. |               | weitere Bilder |

### Windsheimer Stadthäuser am originalen Platz
Um das Bauhofgelände sind Windsheimer Stadthäuser am originalen Platz gruppiert.
| Nummer                            | Bezeichnung                                                  | Beschreibung | Aktennummer    | Bild           |
| --------------------------------- | ------------------------------------------------------------ | --- | -------------- | -------------- |
| 116 (49° 30′ 1″ N, 10° 25′ 0″ O)  | „Patrizierhaus“, dann Gasthaus Zum Hirschen in Bad Windsheim | Das Gebäude wurde 1358 erbaut und 1764 erweitert. Bis 1809 diente das Gebäude als Wohnhaus führender Patrizier- oder Beamten-Familien. | D-5-75-112-51  | weitere Bilder |
| 117 (49° 30′ 1″ N, 10° 25′ 0″ O)  | Holzremise in Bad Windsheim                                  | Laut Inschrift wurde das Gebäude 1840 erbaut.                                                                                          | D-5-75-112-50  | weitere Bilder |
| 118 (49° 30′ 1″ N, 10° 24′ 59″ O) | Kleinbürgerhaus in Bad Windsheim                             | Das Haus wurde 1728 errichtet. | D-5-75-112-336 | weitere Bilder |
| 119 (49° 30′ 0″ N, 10° 24′ 58″ O) | Spitalscheuer in Bad Windsheim                               | Das Gebäude wurde 1398 errichtet. Der Anbau stammt von 1832.                                                                           | D-5-75-112-40  | weitere Bilder |

### Gasse mittelalterlicher Fachwerkhäuser
Im Bauhofgelände wurde eine Gasse mittelalterlicher Häuser durch versetzte Gebäude geschaffen.
| Nummer                             | Bezeichnung                                | Beschreibung                                                           | Aktennummer | Bild           |
| ---------------------------------- | ------------------------------------------ | ---------------------------------------------------------------------- | ----------- | -------------- |
| 120 (49° 29′ 59″ N, 10° 24′ 58″ O) | Handwerkerhaus aus Bad Windsheim           | Das Gebäude wurde ursprünglich 1421–23 errichtet.                      |             | weitere Bilder |
| 121 (49° 29′ 59″ N, 10° 24′ 57″ O) | Kleines Bürgerhaus aus Wolframs-Eschenbach | Das Gebäude aus Wolframs-Eschenbach wurde ursprünglich 1410 errichtet. |             | weitere Bilder |
| 122 (49° 30′ 0″ N, 10° 24′ 57″ O)  | Hinterhaus aus Eichstätt                   | Das Gebäude aus Eichstätt wurde ursprünglich 1322 errichtet.           |             | weitere Bilder |

### Spitalkirche
Die Spitalkirche beherbergt das Museum Kirche in Franken.
| Nummer                            | Bezeichnung  | Beschreibung | Aktennummer    | Bild           |
| --------------------------------- | ------------ | ------------ | -------------- | -------------- |
| 125 (49° 30′ 2″ N, 10° 24′ 53″ O) | Spitalkirche |              | D-5-75-112-202 | weitere Bilder |